# Saint-Arcons-de-Barges

Saint-Arcons-de-Barges este o comună în departamentul Haute-Loire, Franța. În 2009 avea o populație de 113 de locuitori.